# 鶴瓶のスジナシ!
『鶴瓶のスジナシ』（つるべのスジナシ）は、1998年10月から2014年6月まで中部日本放送→CBCテレビで放送されていたエチュード（即興ドラマ）番組、トーク番組、バラエティ番組である。舞台化やライブビューイングもされている。

## 番組概要
笑福亭鶴瓶と一人のゲスト俳優が1つのセット内でエチュード（即興ドラマ）を十数分間演じ、収録したドラマを見ながら反省会（プレビュートーク）を行う。収録当日までゲストが誰なのかは伏せられる。2011年4月より中井美穂が番組進行役に加わり、反省会にも参加した。
BS-i（現・BS-TBS）での放送があったことから、地上波でも2001年4月（板尾創路の出演回）から、プレビュートークのみハイビジョン放送されていた。2003年7月（大沢樹生の出演回）からは、即興ドラマもハイビジョンとなった。

## 番組開始までの経緯
番組開始のきっかけは、『ミッドナイト東海』（鶴瓶がパーソナリティを務めていた東海ラジオの深夜番組）に携わっていたサンデーフォーク（CBCと同じく名古屋市に本社を置くイベント運営・番組制作会社）の初代社長・井上隆司が、全国的な活躍ゆえに在名局でレギュラー番組を持っていなかった鶴瓶に対して、「そろそろ名古屋で何か（番組を）やってよ」と打診したことにある。『ミッドナイト東海』のような中高生向けの番組を企画する前提での打診だったが、鶴瓶から「今は役者（俳優）さんに私生活を訊く番組が多いけど、ちゃんとしたインタビュー番組がない。役者と一緒に演技してから、その演技について会話ができるような番組はできないか?」と提案されたことを受けて、企画を変更した。井上は最初に東海テレビ（東海ラジオの関連会社）へ企画を持ち掛けたものの、実現に至らなかったため、競合局に当たるCBCが企画を受け入れたという。

## 番組の変遷
制作局のCBCを基に記す。
- 1998年『スジナシ』として開始。毎週水曜・深夜0時40分からの30分
  - 番組開始当初は観覧制度はなかったが、その後しばらくして立見で数人のみ観客を入れるようになった。この頃はドラマスタジオとトークスタジオは同じだった。
- 毎週金曜・深夜0時35分からの1時間
  - 放送時間拡大に伴い観客の人数は大幅に増えたが、直接観覧できるのはトーク部分のみで、ドラマ部分は別スタジオでモニターを通して見ることになった。
- 毎週月曜・深夜0時55分からの1時間
  - 2001年4月から新作が月1回のみで他の週は再放送になった。
- 毎月第1土曜・午後4時からの1時間
  - この頃、一時期ドラマスタジオとトークスタジオを同じにして、観客が直接ドラマを観られるようにしたこともあったが、数回で元に戻った。
  - また、1度だけ生放送が行われた（2002年7月20日放送分。この日のゲストは柳沢慎吾）。
- 毎月最終月曜・深夜11時55分からの1時間
- 毎月最終木曜・深夜0時55分からの1時間
- 原則毎月最終日曜・深夜1時5分から1時間（CBCエンターテインメントスペシャル）
- 原則毎月第3日曜・深夜1時5分から1時間（CBCエンターテインメントスペシャル）
- 毎週火曜・深夜0時59分からの1時間。
  - 新作はそれまで通り月1回で、その他の週では過去放送分の再放送と行うというスタイルである（関東地区の地上波(TBS)では初OAである）。また放送当時「CBCエンターテインメントスペシャル」と表示していた本編オープニングは、「スジナシ」という表示に差し替えられている。
- 毎週火曜・深夜0時33分からの30分。
  - 2011年4月より番組リニューアル、新たに中井美穂が進行役として番組に加わる。放送時間は30分に短縮されるが、毎週新作が放送されるようになった。番組タイトルも『鶴瓶のスジナシ』に正式に変更される。セットは「スジナシ劇場」と称し、劇場にて即興ドラマを公演されるという方式に変更された。また、進行役の中井美穂が番組の最後にタイトルを決め、「本日の公演」という劇場チラシが貼られる。
- 2014年6月、番組終了。
- 2015年9月以降、舞台版スジナシ『スジナシシアター』がTBSで定期的に放送されている。

## 出演者
- 進行役：笑福亭鶴瓶、中井美穂
- ゲスト：1名

※ 中井は2011年4月からの出演。

## ナレーター
- 初代：小高直子（中部日本放送アナウンサー）
- 2代目：丹野みどり（当時：中部日本放送アナウンサー）

※ ナレーションは、2011年4月の番組リニューアルで廃止された。

## 東京進出
2004年12月23日（鶴瓶の誕生日）放送分はゲストに妻夫木聡、設定立案に宮藤官九郎が担当し初めてTBSでも放送された。その日の『はなまるマーケット』の「はなまるカフェ」には鶴瓶がゲストとして登場した。
この番組は一時期、BS-i（現：BS-TBS）でも放送されていた（その時期、BS-iからも「共同制作」ということで番組予算が出ており、これにより番組打ち切りの危機を切り抜けたとされる）。2005年9月からはTBSチャンネルで放送されている（スカパー!HDと一部ケーブルテレビ局での配信はハイビジョン放送。スカパー!e2は16:9フルサイズのSD放送。スカパー!SDと一部ケーブルテレビ局での配信（4:3ノーマルサイズ）はレターボックスの状態で放送）。また、地上波でも東京以外の地域では、毎日放送で2000年4月から10月頃まで、信越放送で過去に不定期で放送されていた経緯があり、北海道放送では2005年12月31日、2006年12月29日、2007年12月31日に放送（それ以降も不定期放送は現在に至るまで何度か行っている）、静岡放送でも2010年9月頃に放送されるなど、BS・CS・一部地域の地上波で事実上全国規模での放送となった。
2009年4月18日（17日深夜）からは、TBSでもレギュラー番組として正式にネットされることとなった。

## ネット局
下記の局と時間帯で放送されており、いずれもTBS系列。

### 過去
| 放送対象地域 | 放送局                   | 放送日時 | 放送開始日                | 備考                                   |
| ------------ | ------------------------ | --- | ------------------------- | -------------------------------------- |
| 中京広域圏   | 中部日本放送 (CBC)       | 水曜 0:55 - 1:55 （火曜深夜、2011年2月まで） 水曜 0:55 - 1:59 （火曜深夜、2011年3月） 水曜 0:25 - 0:55 （火曜深夜、2011年4月 - 2013年3月）                                                                           | 1998年10月                | 製作局                                 |
| 青森県       | 青森テレビ (ATV)         | 火曜 23:50 - 水曜 0:20 （2011年4月 - 2011年9月） | 2011年4月26日             | 14日遅れ                               |
| 宮城県       | 東北放送 (TBC)           | 金曜 0:05 - 0:35 （木曜深夜、2011年4月 - 2011年9月） 火曜 0:55 - 1:25 （月曜深夜、2011年10月 - 2012年3月） 水曜 1:10 - 1:40 （火曜深夜、2012年4月）                                                                  | 2011年4月29日（28日深夜） | 16日遅れ                               |
| 関東広域圏   | TBSテレビ (TBS)          | 土曜 2:55 - 3:55 （金曜深夜、2009年4月 - 2010年3月） 木曜 1:55 - 2:55 （水曜深夜、2010年4月 - 2011年3月） 木曜 1:25 - 1:55 （水曜深夜、2011年4月 - 2011年9月） 水曜 1:25 - 1:55 （火曜深夜、2011年10月 - 2013年3月） | 2009年4月18日（17日深夜） | 1時間遅れ                              |
| 長野県       | 信越放送 (SBC)           | 火曜 0:45 - 1:25 （月曜深夜、2011年4月 - 2012年4月） | 2011年4月15日（14日深夜） | 13日遅れ                               |
| 富山県       | チューリップテレビ (TUT) | 木曜 0:35 - 1:35 （水曜深夜、2010年4月 - 2010年9月） | 2010年4月29日（28日深夜） |                                        |
| 高知県       | テレビ高知 (KUTV)        | 土曜 15:30 - 16:00 |                           | 9月までは木曜 0:20 - 0:58 （水曜深夜） |
| 宮崎県       | 宮崎放送 (MRT)           | 月曜 0:50 - 1:20 （日曜深夜、2011年4月 - 2013年4月） | 2011年4月25日（24日深夜） | 12日遅れ                               |

番組中、頻繁に「CBC スジナシ[検索]」というテロップが表示される。
製作著作ロゴは「中部日本放送」表記ではなく、2011年3月以前にはローカル放送時のみ使用していた「CBC」表記のロゴだった。また、BS-i（現BS-TBS）と共同制作であった時期にはBS-iのロゴも併記されていた。持株会社化に伴うテレビ部門分社化により、2014年4月以降は「CBCテレビ」表記に変更されている。
2012年2月21日放送分では、CBC・TBSともに字幕放送が行われた。4月から正式に字幕放送を実施。

### 現在
| 放送対象地域 | 放送局               | 放送日時                      | 備考                       |
| ------------ | -------------------- | ----------------------------- | -------------------------- |
| 中京広域圏   | 中部日本放送 (CBC)   | 水曜 0:33 - 1:03 （火曜深夜） | 製作局 4月に放送時間を変更 |
| 関東広域圏   | TBSテレビ (TBS)      | 水曜 1:28 - 1:58 （火曜深夜） | 4月に放送時間を変更        |
| 福島県       | テレビユー福島 (TUF) | 火曜 0:58 - 1:28 （月曜深夜） | 4月1日に放送時間を変更     |
| 静岡県       | 静岡放送 (SBS)       | 金曜 0:25 - 0:55 （木曜深夜） |                            |
| 広島県       | 中国放送 (RCC)       | 木曜 0:58 - 1:28 （水曜深夜） |                            |
| 山口県       | テレビ山口 (TYS)     | 月曜 0:50 - 1:20 （日曜深夜） |                            |
| 福岡県       | RKB毎日放送 (RKB)    | 火曜 1:58 - 2:28 （月曜深夜） |                            |

## 劇場スジナシ
レギュラー放送時に舞台版の「劇場スジナシ」が行われ、何度かTVで放送された。レギュラー放送は終わったがこの舞台はほぼ毎年行われ、2015年以降はTBSで放送されており、Vol.5以降はparaviなどで配信されている（2023年現在）
レギュラー放送時
勝村政信・牧瀬里穂・八嶋智人の3名が登場している（過去のスタジオによるスジナシ経験者）。これについてはスタジオ観覧のように無料招待（名古屋の名古屋市芸術創造センターで収録）という形をとっている。これらはレギュラー放送内で放送された
2006年
関東地区の要望に応えて2006年3月29日 - 3月31日に、糸井重里（スジナシの御意見番、ほぼ日刊イトイ新聞）の協力により東京・新宿「紀伊國屋ホール」で初の関東の「スジナシ」が行われた。ただしこちらは入場料を要した。なおゲストはいつもどおり当日まで分からない。チケットの一般発売後「ほぼ日刊イトイ新聞」にてスジナシ応援団が募集され、ほぼ日読者の中から各日10名が招待されたがドイツ、ベルギーから観覧に来た客もいた。
っこの模様は、2006年6月2日と7月5日に広末涼子の回がWOWOWにて放送された（イッセー尾形、生瀬勝久の回はダイジェストで放送）。また8月にDVDも発売されている。
- 3月29日 イッセー尾形（後日、イッセーによる「スジナシ」と同様の企画の番組がNHKで放送されている。）
- 3月30日 生瀬勝久
- 3月31日 広末涼子

2014年
2014年7月9日 - 7月11日に名古屋の名鉄ホールで「劇場スジナシ」が行われた。これは6月の番組レギュラー終了後初の舞台となる。
- 7月9日 西川貴教（T.M.Revolution）
- 7月10日 百田夏菜子（ももいろクローバーZ）
- 7月11日 要潤

2015年3月
2015年3月2日 - 3月4日に東京で「スジナシBLITZシアターVol.1 Supported by TOYOTOWN ICE GARDEN」と題して行われる。また同公演の模様は、全国の映画館にライブビューイングとして生中継される。
- 3月2日 佐藤浩市
- 3月3日 大島優子
- 3月4日 マツコ・デラックス

2015年9月
2015年9月1日 - 9月3日に東京で「スジナシBLITZシアターVol.2」と題して上演。また同公演の模様は、3日間とも公演当日の深夜（翌日未明）にTBSテレビ（関東ローカル）で録画放送された。
- 9月1日 米倉涼子
- 9月2日 吉田羊
- 9月3日 妻夫木聡

2016年2月
2016年2月10日 - 2月12日に東京で「スジナシBLITZシアターVol.3」として上演。また同公演の模様は、前回と同様、3日間とも公演当日の深夜（翌日未明）にTBSテレビ（関東ローカル）で録画放送された。
- 2月10日 濱田岳
- 2月11日 吉田鋼太郎
- 2月12日 二階堂ふみ

2016年9月
2016年9月12日 - 9月14日に東京で「スジナシBLITZシアターVol.4」として上演。また同公演の模様は、前回と同様、3日間とも公演当日の深夜（翌日未明）にTBSテレビ（関東ローカル）で録画放送された。
- 9月12日 小栗旬
- 9月13日 徳井義実（チュートリアル）
- 9月14日 竹内結子

2017年2月
2017年2月27日 - 3月1日に東京で「スジナシBLITZシアターVol.5」として上演。また同公演の模様は、前回と同様、3日間とも公演当日の深夜（翌日未明）にTBSテレビ（関東ローカル）で録画放送された。
- 2月27日 黒木華
- 2月28日 ムロツヨシ
- 3月1日 向井理

2017年9月
2017年9月11日 - 9月13日に東京で「スジナシBLITZシアターVol.6」として上演。また同公演の模様は、前回と同様、3日間とも公演当日の深夜（翌日未明）にTBSテレビ（関東ローカル）で録画放送された。 
- 9月11日 市川猿之助
- 9月12日 吉岡里帆
- 9月13日 坂口健太郎

2018年2月
2018年2月26日 - 2月28日に東京で「スジナシBLITZシアターVol.7」として上演。また同公演の模様は、前回と同様、3日間とも公演当日の深夜（翌日未明）にTBSテレビ（関東ローカル）で録画放送された。 
- 2月26日 鈴木京香
- 2月27日 片桐仁
- 2月28日 中村玉緒

2018年9月
2018年9月10日 - 9月12日に東京で「スジナシBLITZシアターVol.8」として上演。また同公演の模様は、前回と同様、3日間とも公演当日の深夜（翌日未明）にTBSテレビ（関東ローカル）で録画放送された。 
- 9月10日 賀来賢人
- 9月11日 宮沢りえ
- 9月12日 安田顕（TEAM NACS）

2019年2月
2019年2月25日 - 2月27日に東京で「スジナシBLITZシアターVol.9」として上演。、前回と同様、3日間とも公演当日の深夜（翌日未明）にTBSテレビ（関東ローカル）で録画放送された。
- 2月25日 高橋一生
- 2月26日 成田凌
- 2月27日 吉高由里子

2019年9月
2019年9月9日 - 9月11日に東京で「スジナシBLITZシアターVol.10」として上演。また同公演の模様は、前回と同様、3日間とも公演当日の深夜（翌日未明）にTBSテレビ（関東ローカル）で録画放送された。 
- 9月9日 八嶋智人
- 9月10日 笹本玲奈
- 9月11日 天海祐希[10]

2020年2月
2020年2月24日 - 2月26日に東京で「スジナシBLITZシアターVol.11」として上演。また同公演の模様は、前回と同様、3日間とも公演当日の深夜（翌日未明）にTBSテレビ（関東ローカル）で録画放送された。 
- 2月24日 高畑充希
- 2月25日 松坂桃李
- 2月26日 古舘伊知郎

2020年9月
2020年9月7日 - 9月9日に東京で「スジナシBLITZシアターVol.12」として上演。また同公演の模様は、前回と同様、3日間とも公演当日の深夜（翌日未明）にTBSテレビ（関東ローカル）で録画放送された。 
- 9月7日 市村正親
- 9月8日 志尊淳
- 9月9日 鈴木保奈美

2021年2月
2021年2月26日 - 2月28日に東京で「スジナシ世田谷パブリックシアターVol.13」として上演。また同公演の模様は、3月8日 - 3月10日の深夜（翌日未明）にTBSテレビ（関東ローカル）で録画放送された。 
- 2月26日 山崎育三郎
- 2月27日 渡辺直美
- 2月28日 中井貴一

2021年10月
2021年10月4日 - 10月6日に東京で「スジナシシアターVol.14」として上演。また同公演の模様は、10月11日 - 10月13日の深夜（翌日未明）にTBSテレビ（関東ローカル）で録画放送された。 
- 10月4日 東京03：飯塚悟志
- 10月5日 福士蒼汰
- 10月6日 広末涼子

2022年
2022年5月27日 - 5月29日に東京で「スジナシシアターVol.15 in シアター1010」として上演。なお、オンライン配信も行われた。また同公演の模様は、6月7日（6日深夜） - 6月9日（8日深夜）にTBSテレビ（関東ローカル）で録画放送された。 
- 5月27日 松岡茉優
- 5月28日 田中圭
- 5月29日 竜星涼

2023年
2023年2月8日 - 2月10日に東京で「スジナシシアターVol.16」として上演。なお、オンライン配信も行われた。また同公演の模様は、2月21日（20日深夜） - 2月23日（22日深夜）にTBSテレビ（関東ローカル）で録画放送された。 
- 2月8日 宮野真守
- 2月9日 片寄涼太（GENERATIONS）
- 2月10日 磯村勇斗

2024年
2024年6月29日 - 7月1日に東京で「スジナシシアターVol.17」として上演。 
- 6月29日 城島茂
- 6月30日 広瀬アリス
- 7月1日 浦井健治[13]

## DVD
発売元は中部日本放送、販売元は第1弾（2004年）から第5弾（2005年）まではコロムビアミュージックエンタテインメント、2009年以降はアニプレックスとなっている。収録順と放送順は関係しておらず、ランダムとなっている。

### レギュラー版
「スジナシ」（2004年2月18日発売）
| ゲスト     | 放送日    | 通算回数 | 備考 |
| ---------- | --------- | -------- | --- |
| 大竹しのぶ | 1999年6月 | #33      | 第48回日本民間放送連盟賞テレビエンターテインメント部門優秀賞 及び平成11年度JNNネットワーク協議会賞 娯楽番組部門 奨励賞を受賞 |
| 勝村政信   | 2000年9月 | #95      | |
| 段田安則   | 1998年6月 | #1       | |

「スジナシ2」（2004年7月28日発売）
| ゲスト       | 放送日     | 通算回数 | 備考 |
| ------------ | ---------- | -------- | ---- |
| イッセー尾形 | 2000年8月  | #89      |      |
| 斎藤暁       | 1999年9月  | #47      |      |
| 吉田日出子   | 1999年12月 | #58      |      |

「スジナシの箱」（3枚組）（箱は上記1巻、2巻を一緒に収納できるようになっている）（2005年1月26日発売）
各編とも30分時代（2000年9月、#96以前）の作品を2作、60分時代の作品を1作ずつ収録している。
|        | ゲスト     | 放送日     | 通算回数 | 備考 |
| ------ | ---------- | ---------- | -------- | ---- |
| 女優編 | 牧瀬里穂   | 1999年4月  | #24      |      |
| 女優編 | 杉田かおる | 1999年2月  | #17      |      |
| 女優編 | 奥菜恵     | 2000年10月 | #99      |      |
| 男優編 | 奥田瑛二   | 1999年5月  | #27      |      |
| 男優編 | 大杉漣     | 2000年6月  | #81      |      |
| 男優編 | 古田新太   | 2004年8月  | #162     |      |
| 座長編 | 佐藤B作    | 2000年2月  | #63      |      |
| 座長編 | 中島らも   | 2000年5月  | #75      |      |
| 座長編 | 渡辺えり子 | 2000年11月 | #104     |      |

「スジナシ笑福亭鶴瓶×妻夫木聡×宮藤官九郎」（2005年7月27日発売）
| ゲスト               | 放送日     | 通算回数 | 備考              |
| -------------------- | ---------- | -------- | ----------------- |
| 妻夫木聡・宮藤官九郎 | 2004年12月 | #166     | 東京上陸SP&未公開 |

「スジナシ其の一」（2009年9月2日発売）
以降は30分時代の作品を1作、60分時代の作品を3作ずつ収録している。
| ゲスト     | 放送日     | 通算回数 | 備考 |
| ---------- | ---------- | -------- | ---- |
| 阿部サダヲ | 2005年04月 | #170     | HV   |
| 上野樹里   | 2008年2月  | #204     | HV   |
| 佐藤隆太   | 2004年9月  | #163     | HV   |
| 羽野晶紀   | 1999年4月  | #25      |      |

「スジナシ其の二」（2009年9月2日発売）
| ゲスト   | 放送日    | 通算回数 | 備考 |
| -------- | --------- | -------- | ---- |
| 谷原章介 | 2004年2月 | #156     | HV   |
| 中尾明慶 | 2006年8月 | #186     | HV   |
| 八嶋智人 | 2003年9月 | #151     | HV   |
| 生瀬勝久 | 1999年9月 | #44      |      |

「スジナシ其の三」（2009年9月2日発売）
| ゲスト       | 放送日     | 通算回数 | 備考 |
| ------------ | ---------- | -------- | ---- |
| 劇団ひとり   | 2005年12月 | #178     | HV   |
| 佐々木蔵之介 | 2006年5月  | #183     | HV   |
| 三谷幸喜     | 2008年6月  | #208     | HV   |
| 筧利夫       | 1998年10月 | #2       |      |

「スジナシ其の四」（2009年11月18日発売）
| ゲスト   | 放送日    | 通算回数 | 備考                                                  |
| -------- | --------- | -------- | ----------------------------------------------------- |
| 竹中直人 | 2009年7月 | #221     | HV/放送からDVD化までのスパンが4カ月というのは史上最短 |
| 松尾貴史 | 2001年2月 | #112     |                                                       |
| 森光子   | 2003年4月 | #146     |                                                       |
| 高橋克実 | 2000年9月 | #96      |                                                       |

「スジナシ其の五」（2009年11月18日発売）
| ゲスト   | 放送日     | 通算回数 | 備考 |
| -------- | ---------- | -------- | ---- |
| 蛭子能収 | 2004年1月  | #155     | HV   |
| 斎藤由貴 | 2002年9月  | #138     |      |
| 宅間孝行 | 2007年10月 | #200     | HV   |
| 平田満   | 2000年2月  | #66      |      |

「スジナシ其の六」（2009年11月18日発売）
| ゲスト       | 放送日    | 通算回数 | 備考 |
| ------------ | --------- | -------- | ---- |
| 山口智充     | 2005年2月 | #168     | HV   |
| 吉川ひなの   | 2008年5月 | #207     | HV   |
| ラサール石井 | 2004年3月 | #157     | HV   |
| 藤村俊二     | 1999年1月 | #12      |      |

「スジナシ其の七」（2010年1月13日発売）
| ゲスト   | 放送日     | 通算回数 | 備考 |
| -------- | ---------- | -------- | ---- |
| 北村一輝 | 2004年5月  | #159     | HV   |
| 鈴木杏   | 2008年12月 | #214     | HV   |
| 寺島進   | 2006年9月  | #187     | HV   |
| 石原良純 | 2000年4月  | #74      |      |

「スジナシ其の八」（2010年1月13日発売）
| ゲスト     | 放送日                | 通算回数 | 備考 |
| ---------- | --------------------- | -------- | ---- |
| 田中美里   | 2007年3月             | #193     | HV   |
| 温水洋一   | 2002年10月            | #139     |      |
| 福田麻由子 | 2006年12月            | #190     | HV   |
| 萩原流行   | 1999年3月or2000年12月 | #23      |      |

「スジナシ其の九」（2010年1月13日発売）
| ゲスト     | 放送日     | 通算回数 | 備考 |
| ---------- | ---------- | -------- | ---- |
| 大沢樹生   | 2003年7月  | #149     | HV   |
| 紺野まひる | 2006年6月  | #189     | HV   |
| 田中圭     | 2008年10月 | #212     | HV   |
| 片桐はいり | 1999年11月 | #55      |      |

「スジナシ其の十」（2010年8月4日発売）
| ゲスト     | 放送日    | 通算回数 | 備考        |
| ---------- | --------- | -------- | ----------- |
| 板尾創路   | 2001年4月 | #121     |             |
| 船越英一郎 | 2002年4月 | #133     |             |
| 宮迫博之   | 2006年2月 | #180     | HV          |
| 劇団ひとり | 2010年3月 | #229     | HV/下北沢編 |

### 劇場版
一弾目は東京コロムビア。それ以降は発売元がTBSで販売元は株式会社アニプレックス。詳細は「劇場スジナシ」の項を参照。
「劇場スジナシ東京初公演」（2006年08月23日発売）
| ゲスト       | 公演日        | 備考 |
| ------------ | ------------- | ---- |
| イッセー尾形 | 2006年3月29日 |      |
| 生瀬勝久     | 2006年3月30日 |      |
| 広末涼子     | 2006年3月31日 |      |

「劇場スジナシ in 名古屋 第一夜 T.M.Revolution 西川貴教 完全保存版」（2015年3月25日発売）
公演日：2014年7月9日
「劇場スジナシ in 名古屋 第二夜 百田夏菜子（ももいろクローバーZ） 完全保存版」（2015年3月25日発売）
公演日：2014年7月10日
「劇場スジナシ in 名古屋 第三夜 要潤 完全保存版」（2015年3月25日発売）
公演日：2014年7月11日
「劇場スジナシ 2015春 in 赤坂BLITZ 第一夜 佐藤浩市」（2015年9月9日発売）
公演日：2015年3月2日
「劇場スジナシ 2015春 in 赤坂BLITZ 第二夜 大島優子」（2015年9月9日発売）
公演日：2015年3月3日
「劇場スジナシ 2015春 in 赤坂BLITZ 第三夜 マツコ・デラックス」（2015年9月9日発売）
公演日：2015年3月4日

## 受賞歴
大竹しのぶ出演回において、第48回日本民間放送連盟賞テレビエンターテインメント部門優秀賞、及び平成11年度JNNネットワーク協議会賞 娯楽番組部門 奨励賞を受賞。
田中圭出演回において、第35回放送文化基金賞番組部門テレビエンターテインメント番組優秀賞を受賞。

## Youtube
2021年4月1日よりyoutube「鶴瓶のスジナシ【公式】」にて名作・傑作選の公開が開始。毎週金曜日に一話ずつ追加されている。スジナシがYouTubeになりましたと鶴瓶が告知する動画も追加された。

## 関連番組
- ざこば・鶴瓶らくごのご（即興落語番組）
- 鶴の間（即興漫才番組）
- イッセー尾形の「たった二人の人生ドラマ」（NHK福岡放送局制作で2006年8月13日放送の即興ドラマ番組）
- むちゃぶり!（架空の事実をアドリブで創り上げながらトークを展開する、トーク版「スジナシ」とも言える番組）